# Zestaw do samobójstwa
Zestaw do samobójstwa – album muzyczny zespołu Anti Dread wydany w 2008 r. przez wytwórnię Jimmy Jazz Records. Muzyka tworzona przez zespół i prezentowana w ramach tego albumu zaliczana jest do gatunku punk rock, częściowo w stylistyce zbliżonej do punk'77, rock and roll i glam rock. Był to czwarty album muzyczny w historii kapeli.

## Historia
Zespół muzyczny Anti Dread powstał w 2003 r., w Szczecinie. Pod koniec tego właśnie roku wytwórnia Jimmy Jazz Records wydała pierwszy, debiutancki album grupy. Otrzymał on tytuł „14 seksistowskich piosenek”. Następny, drugi album grupa wydała na początku 2005 r. pod tytułem „Jeszcze więcej seksistowskich piosenek”, a trzeci album w 2007 r. Otrzymał on tytuł „Wszyscy jesteśmy lesbijkami”.
Kolejny, czwarty album grupa wydała już w 2008 r. pod tytułem „Zestaw Do Samobójstwa”. Premiera albumu miała miejsce w dniu 11.10.2008 r..
Piąty album Anti Dread został wydany w 2011 r. Nadano mu tytuł „Generacja śmierci”.

## Album i jego wydanie
Wydawcą albumu była wytwórnia Jimmy Jazz Records. W ramach katalogu tej wytwórni otrzymała ona numer JAZZ 121. Nośnikiem danych dla ścieżki dźwiękowej była jedna płyta kompaktowa. Płytę umieszczono w opakowaniu standardowym Jewel Case. Masa całości wynosi 86 gramów. Wydawnictwo otrzymał następujący kod EAN: 5905674941213 (Barcode: 5905674941213). W albumie zamieszczono 12 utworów muzycznych.

## Skład zespołu
Zespół wydał ten album w następującym składzie:
- Maciej "CL-Boy" Kiersznicki – gitara / instrumenty klawiszowe / chórki, drugi wokal, wokal w tle, wspierający
- Paweł "Piguła" Czekała – gitara / chórki, drugi wokal, wokal w tle, wspierający
- Kacper Kosiński – perkusja
- Andrzej Haraburda – wokal
- "Cotton Candy" – gitara basowa / chórki, drugi wokal, wokal w tle, wspierający[1][19].

## Utwory
| lp. | tytuł                 | czas (min:sek) |
| --- | --------------------- | -------------- |
| 1   | Zimny wiatr           | 2:55           |
| 2   | Cały czas mówiłaś     | 2:39           |
| 3   | Ostatnia podróż       | 3:14           |
| 4   | Czerwony albo martwy  | 1:55           |
| 5   | Zatańcz dla mnie      | 3:18           |
| 6   | Stacja Babilon        | 2:39           |
| 7   | Tylko rock`n`roll     | 2:30           |
| 8   | Zestaw do samobójstwa | 2:58           |
| 9   | Czy to jest problem?  | 3:07           |
| 10  | Miłość za pieniądze   | 4:06           |
| 11  | Zraniony kwiat        | 3:05           |
| 12  | Bez ciebie            | 2:13           |

## Muzyka i teksty
Muzyka zawarta w albumie zaliczana jest do gatunku muzycznego jakim jest punk rock. Powstała w wyniku ewolucji, poszukiwań własnego stylu zespołu Anti Dread, widocznych w kolejnych albumach zmianach stylistycznych i aranżacyjnych, które prowadziły od wyraźnego w pierwszym albumie nurtu street punk / oi!, w kierunku lżejszych klimatów punk 77, rock and roll, czy czasem nawet reggae. Czwarty album zespołu, to już dojrzałe kompozycje z wyrazistym, własnym dla tej kapeli charakterem, o jeszcze bardziej zmiękczonym brzmieniu, co stanowi wyraźną kontynuację trendu jaki przyjęli muzycy po pierwszej z wydanych przez siebie płyt aż do niniejszego, czwartego już krążka. Kompozycje zawarte w albumie cechują się bardzo dużą dawką melodyjnego punk rocka i rock and rolla, także z wyraźnymi nutami glam rocka. W przeciwieństwie do wcześniejszych płyt, w albumie „Zestaw Do Samobójstwa” nie ma żadnych coverów i wszystkie utwory w całości są kompozycjami Anti Dread.
Pod względem tekstowym w piosenkach zamieszczonych w albumie, tak jak we wcześniejszych, znajduje się przekaz zarówno poważny jak i z przymrużeniem oka. Jest tam też ironia, są teksty pouczające, są też sprawy codzienne. Jednakże i tu widać pewną ewolucję. Nie ma już natłoku tak dominującego we wcześniejszych albumach tematu prześmiewczej wizji damsko-męskiego świata, choć oczywiście sprawy te nie zostały całkiem porzucone i w nowej nieco formie kwestie damsko-męskie nadal są podnoszone. Generalnie uznaje się, że ten album prezentuje w stosunku do wcześniejszych bardziej poważne oblicze zespołu Anti Dread.

## Odbiór i oceny
Album muzyczny „Zestaw Do Samobójstwa”  i twórczość w nim zaprezentowana zebrały pozytywne recenzje. Pośród określeń jakie się pojawiają w stosunku do nich znajdują się takie stwierdzenia jak między innymi: świeży, z porywającą muzyką, dobrymi tekstami, bardzo udany. Pośród pozytywnych aspektów tego wydawnictwa recenzenci dostrzegają dojrzałość i wyraźny charakter twórczości zespołu, melodyjność i przebojowość zgromadzonych w albumie kompozycji. Sam zespół przy tym wypada przekonująco, mimo że wszystko jest na wyraźnym luzie. Wobec powyższego jeden z krytyków muzycznych uznał wówczas, że jest to najbardziej melodyjny i przebojowy krążek od początku działalności Anti Dread, a inny stwierdził, iż zarówno w warstwie tekstowej jak i muzycznej nie ma prawa się nie podobać. Jego posumowaniem własnej recenzji jest stwierdzenie: porządna, ciekawa i dopracowana płyta, a za inne podsumowanie może służyć opinia: zestaw....porywających rock’n’rollowych piosenek.
Z drobnych mankamentów samej muzyki wymienia się nieco jednostajny śpiew wokalisty, który jednak ani na chwilę nie nudzi. A w odniesieniu do samego wydania albumu jako drobne niedociągnięcie wskazuje się skromną szatę graficzną. Natomiast zauważalna jest bardzo dobra realizacja materiału.
Choć wszystkie utwory oceniane są jako bardzo dobre, to jednak niektóre z nich wyróżniają się z całego repertuaru zawartego na płycie. Wymienia się następujące: „Cały czas mówiłaś”, „Ostatnia podróż”, „Zestaw do samobójstwa”, „Zatańcz dla mnie”, „Zraniony kwiat”, „Stacja Babilon”, „Czerwony albo martwy”, „Czy to jest problem”.